# Lupinus valerioi
Lupinus valerioi är en ärtväxtart som beskrevs av Paul Carpenter Standley. Lupinus valerioi ingår i släktet lupiner, och familjen ärtväxter. Inga underarter finns listade i Catalogue of Life.